# Huissier (Suisse)
Pour les articles homonymes, voir Huissier.

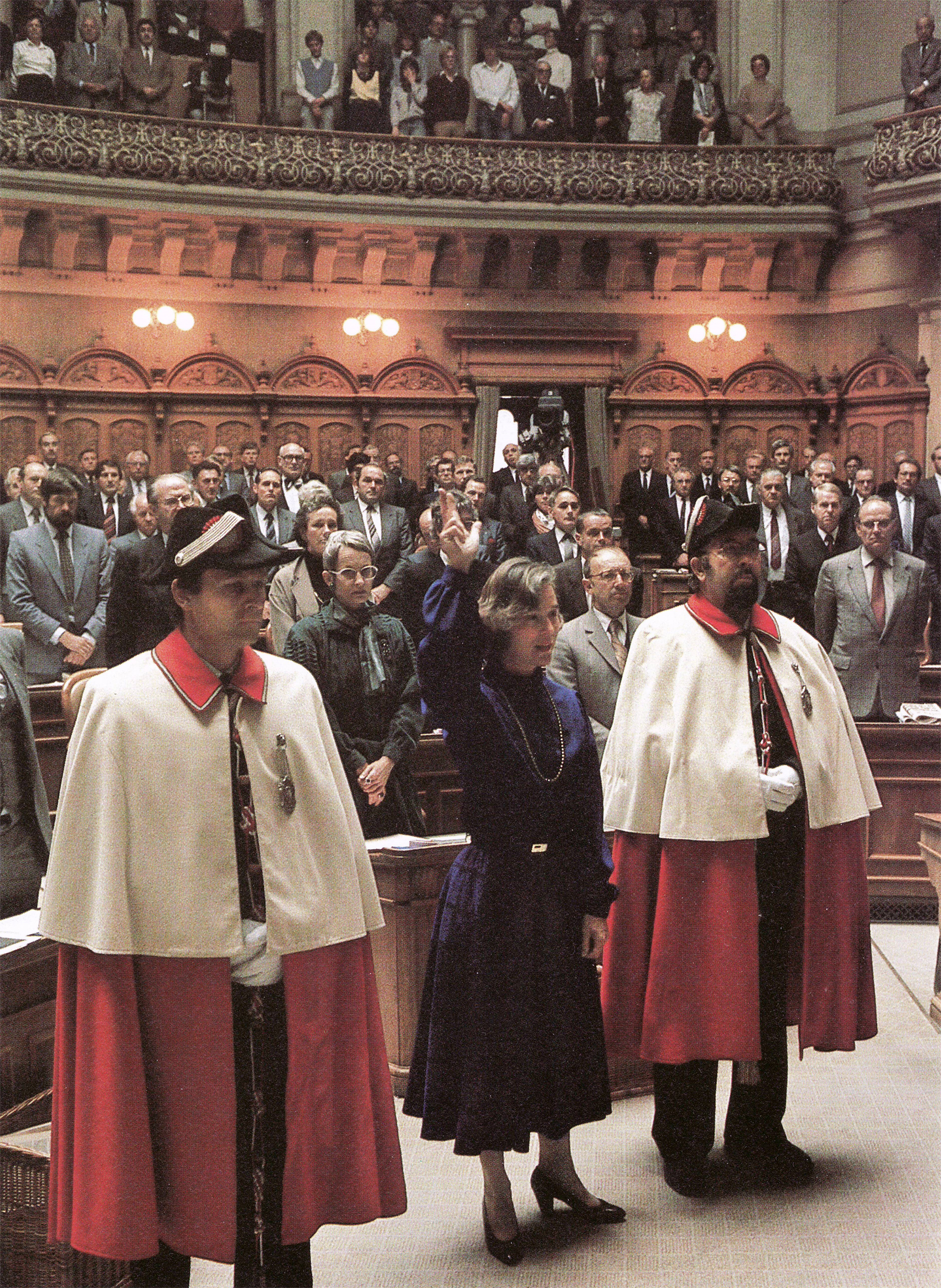
Deux huissiers du Conseil fédéral, accompagnant Elizabeth Kopp lors de son assermentation en 1984.

En Suisse, un huissier est un employé de la Confédération, d'un canton ou d'une commune chargé de missions de service et d'un rôle protocolaire (dont l'accompagnement des membres des exécutifs fédéraux ou cantonaux).
Les huissiers sont reconnaissables à leur bicorne et à leur cape typique aux couleurs de leur commune, de leur canton ou de la Confédération.

## Généralités
L'huissier ou sautier est un fonctionnaire qui exerce diverses tâches dans l'administration ou les tribunaux, au nom de l'autorité (ou autrefois du seigneur) dont il dépend.

## Confédération

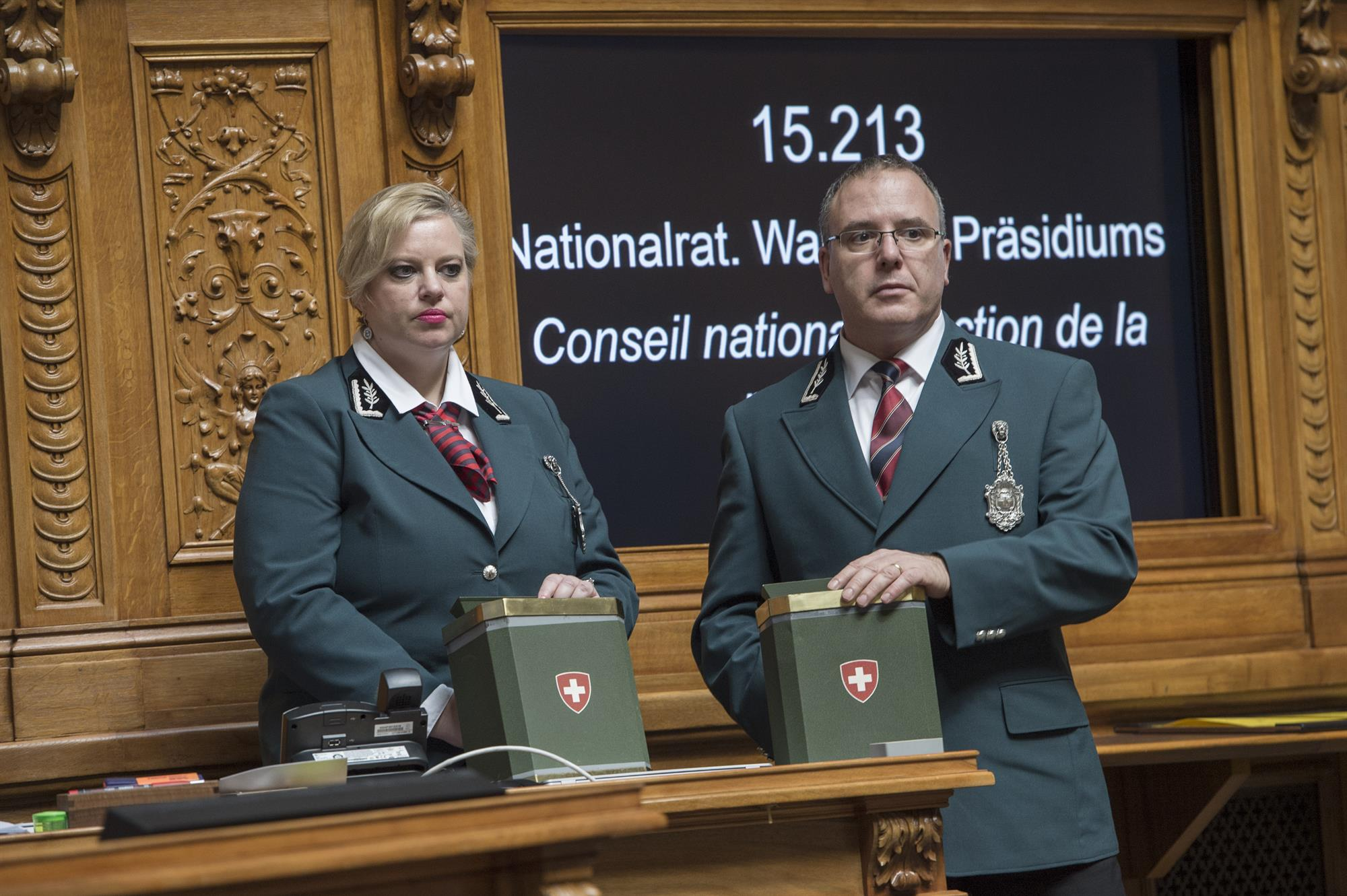
Deux huissiers du Parlement en tenue de travail, tenant dans leurs mains des urnes pour les élections.

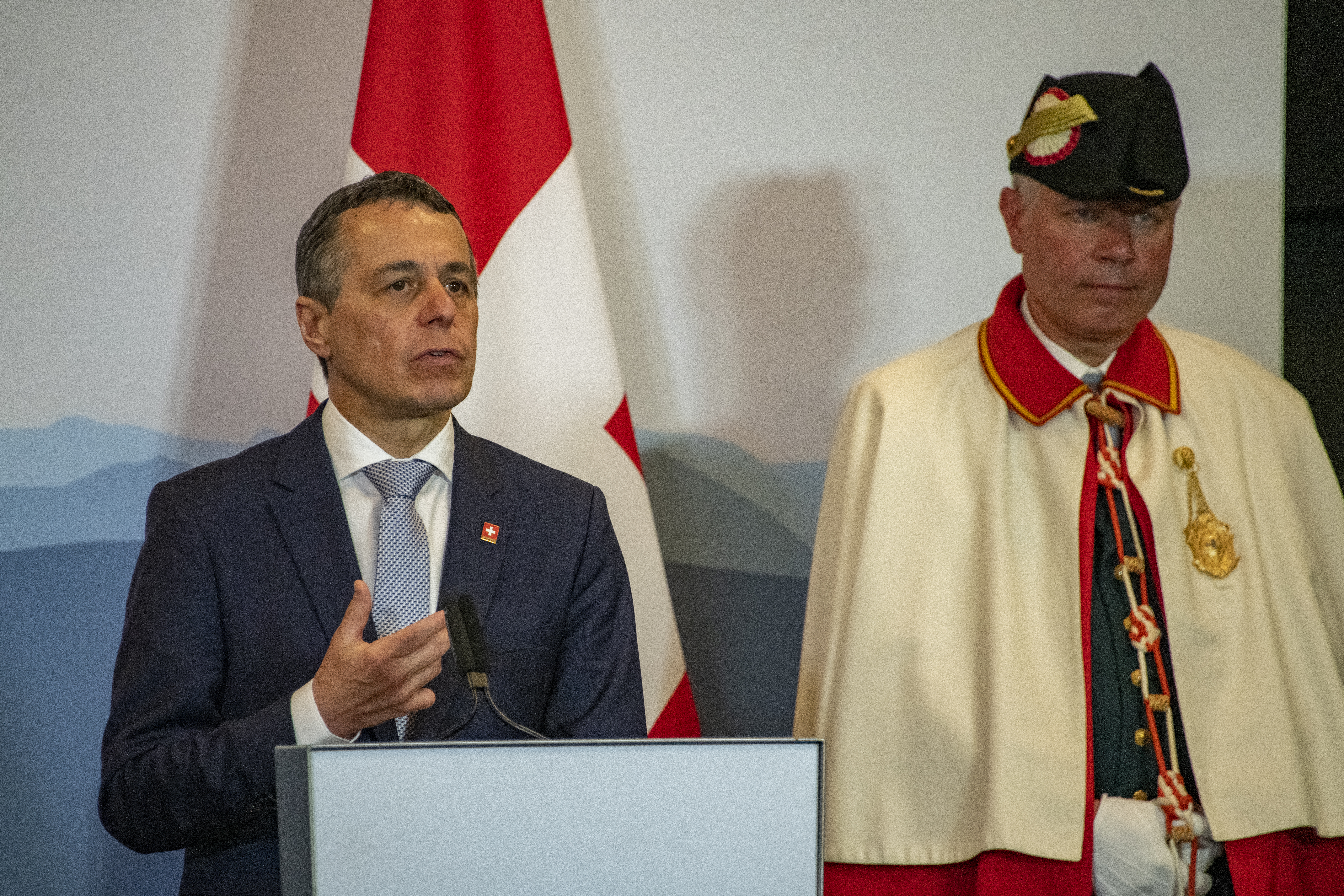
Ignazio Cassis et son huissier de cérémonie, en arrière plan.

La Confédération connaît des huissiers pour les trois pouvoirs.
À l'Assemblée fédérale, ils sont répartis entre le Conseil national et le Conseil des États. Ils assistent les scrutateurs lors des votations et accompagnent les présidents des conseils dans le cadre de leurs fonctions officielles (par exemple lors de visites).

## Cantons

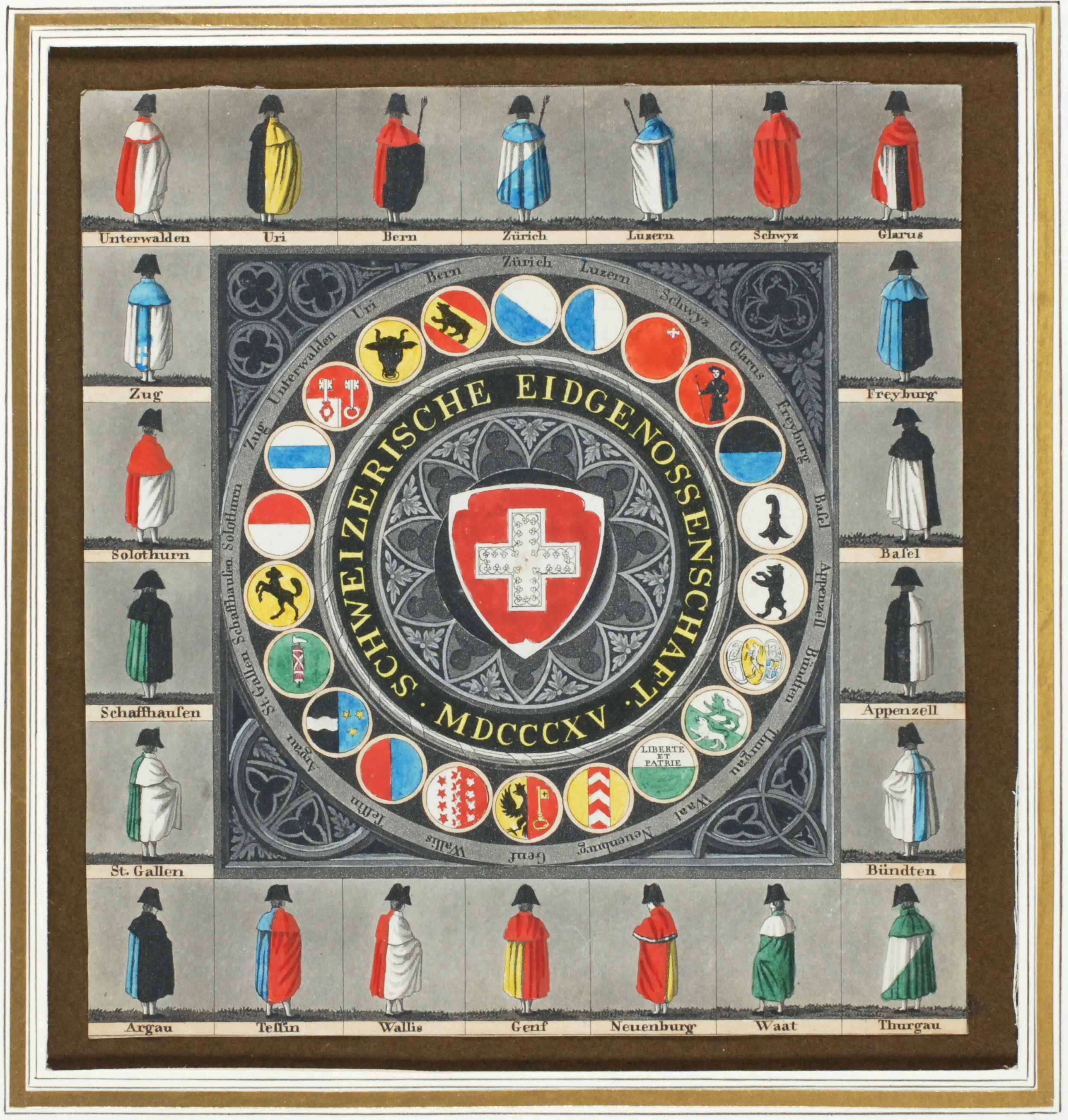
Uniformes des huissiers au temps de la Restauration.

Au niveau des cantons, il existe les huissiers d'État ou huissiers du Conseil d'État, qui sont engagés soit par le parlement ou le gouvernement de leur canton.

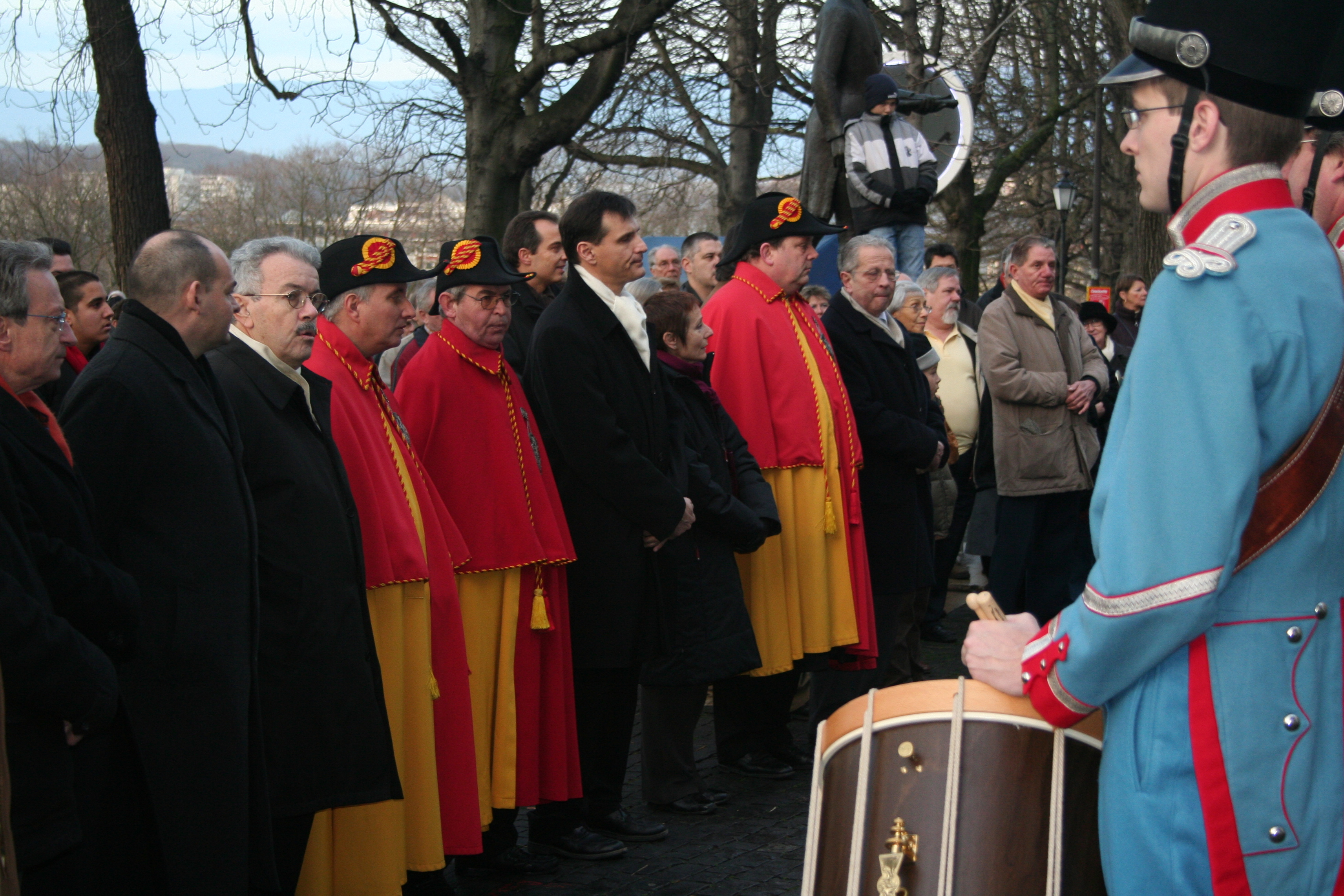
Trois huissiers du canton de Genève (autour du conseiller d'État Charles Beer).
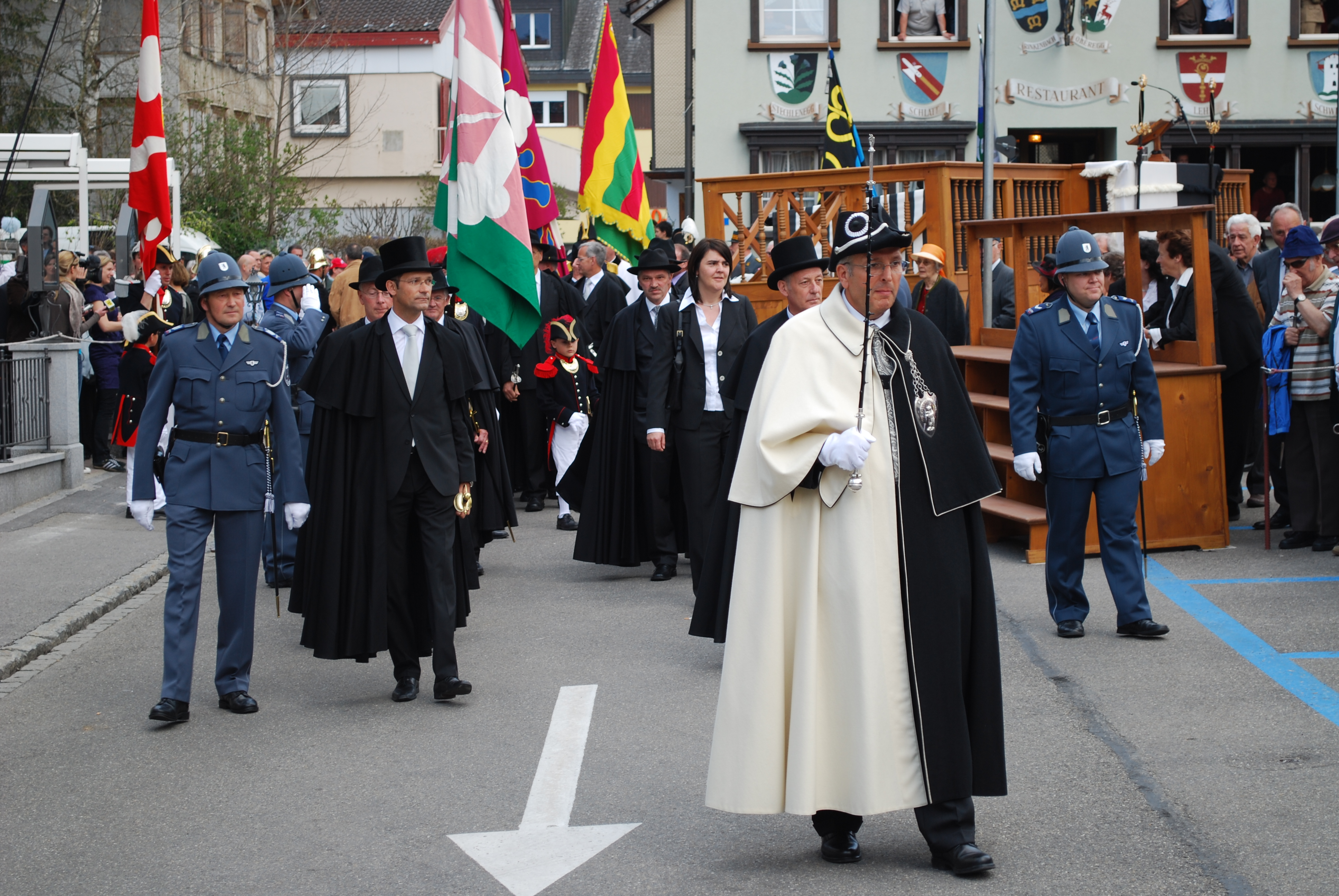
L'huissier de la Standeskommission (gouvernement) du canton d'Appenzell Rhodes-Intérieures, lors de la Landsgemeinde de 2010.

## Communes
De nombreuses communes ont également des huissiers, chargés par exemple de notifier les convocations officielles et les mesures judiciaires, ou encore d'assister logistiquement les législatifs et exécutifs communaux dans leurs séances.

## Association des Huissiers d'État et de la Confédération
En 1946, les huissiers des cantons de Zurich, de Lucerne, de Schwytz, d'Obwald, de Nidwald, de Glaris, de Zoug, de Fribourg, d'Appenzell Rhodes-Extérieures, de Saint-Gall, des Grisons, d'Argovie, de Thurgovie et de Vaud, de même que trois huissiers de la Confédération (un du Conseil fédéral, un du Conseil national et un de l'ancien Tribunal fédéral des assurances)  fondent l'association des Huissiers d'État et de la Confédération.